# آنخلینو فونس
آنخلینو فونس فرناندس (اسپانیایی: Angelino Fons Fernández‎؛ ۶ مارس ۱۹۳۶ – ۷ ژوئن ۲۰۱۱) یک کارگردان فیلم، فیلم‌نامه‌نویس اهل اسپانیا بود. وی بین سال‌های ۱۹۶۶ تا ۱۹۹۱ میلادی فعالیت می‌کرد.
بر اثر بیماری قلبی در سن ۷۵ سالگی درگذشت.